# Selago

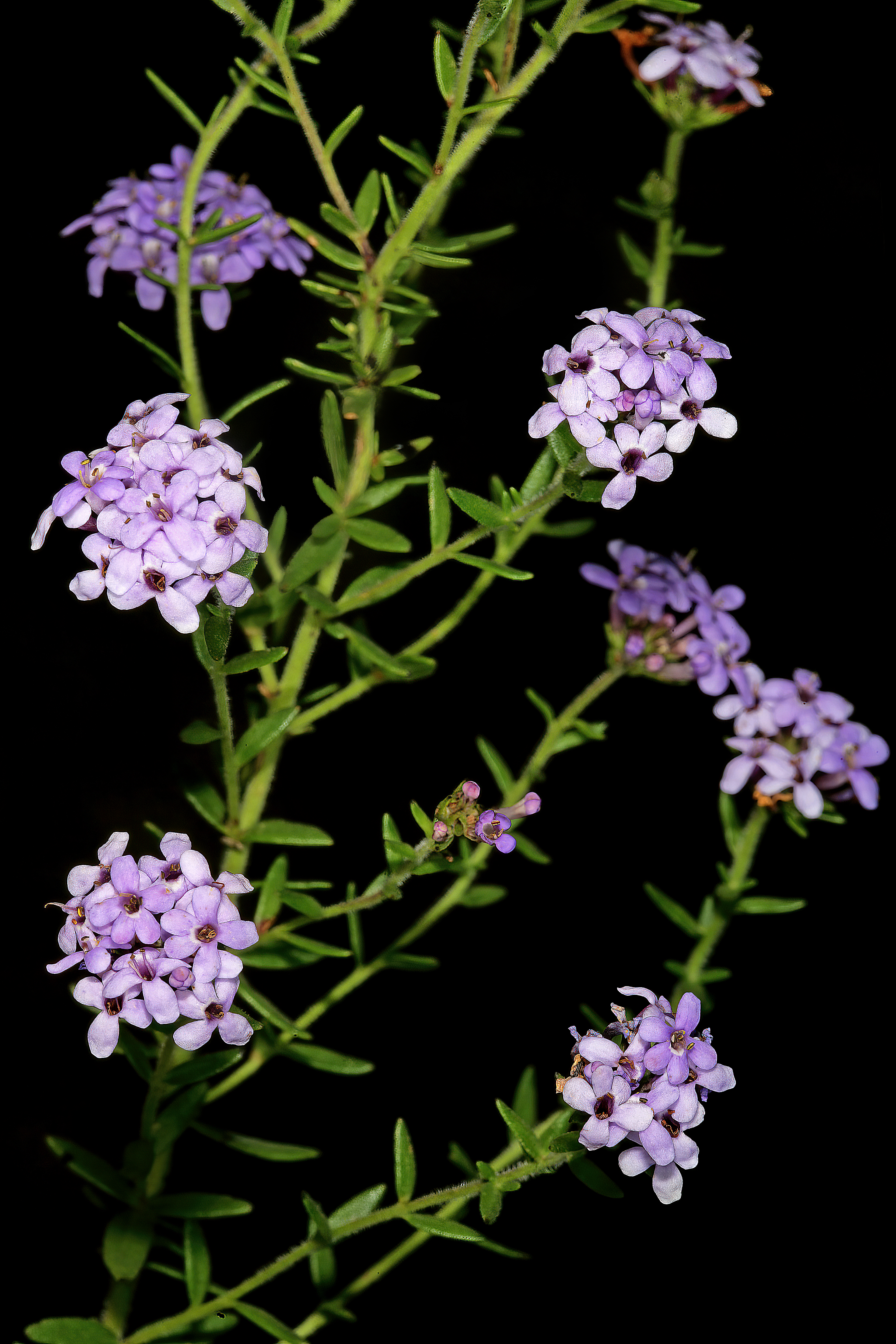
Selago atherstonei

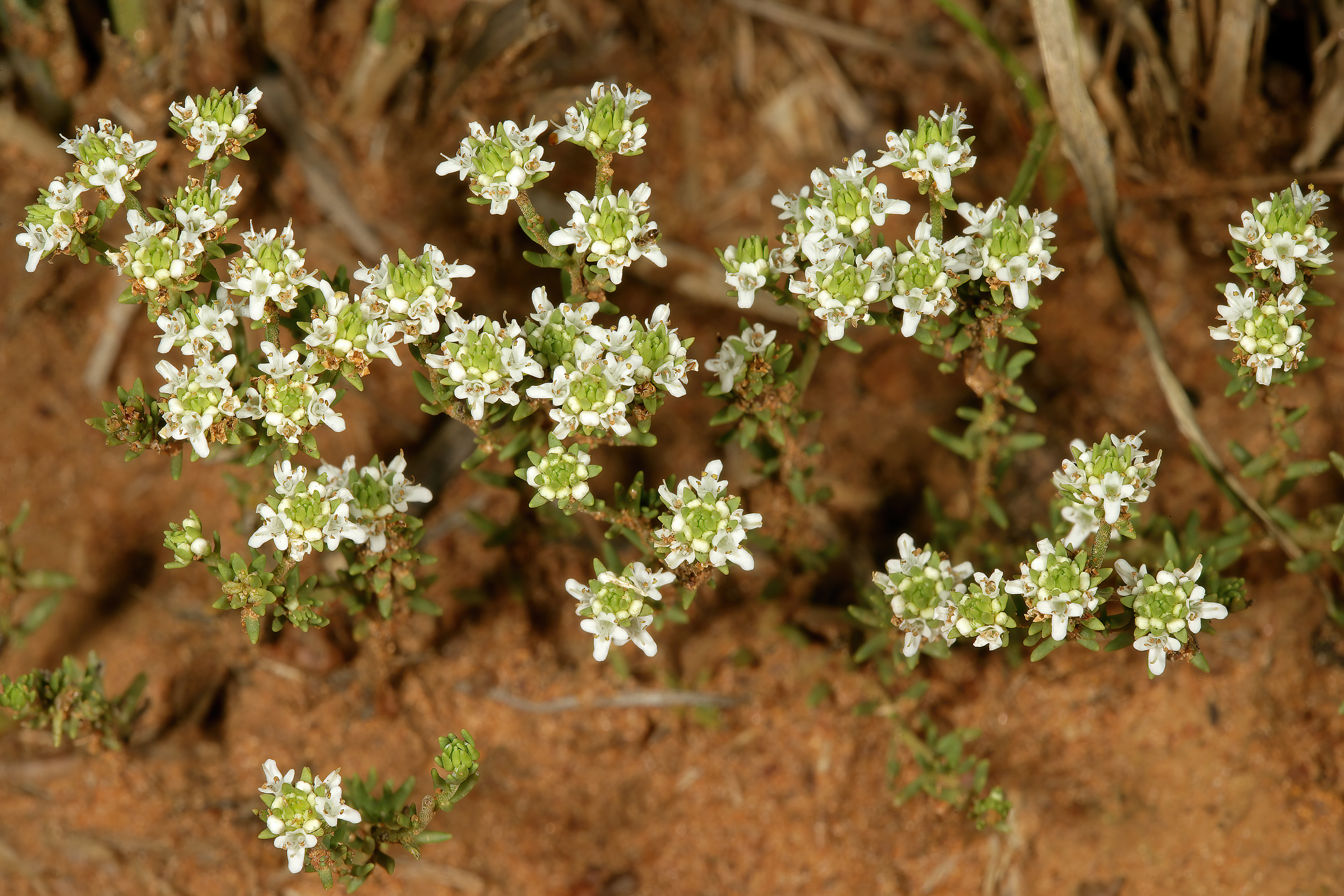
Selago densiflora

Selago – rodzaj roślin z rodziny trędownikowatych. Obejmuje 191 gatunków. Ogromna większość ma zasięg ograniczony do Południowej Afryki, nieliczne rosną dalej na północ sięgając do Afryki równikowej (Zair, Kenia). Jeden gatunek (S. muralis) rośnie na Madagaskarze.
W XIX wieku proponowano dla rodzaju polskie nazwy: dzierzęga, niestatek, niestatnik.

## Morfologia

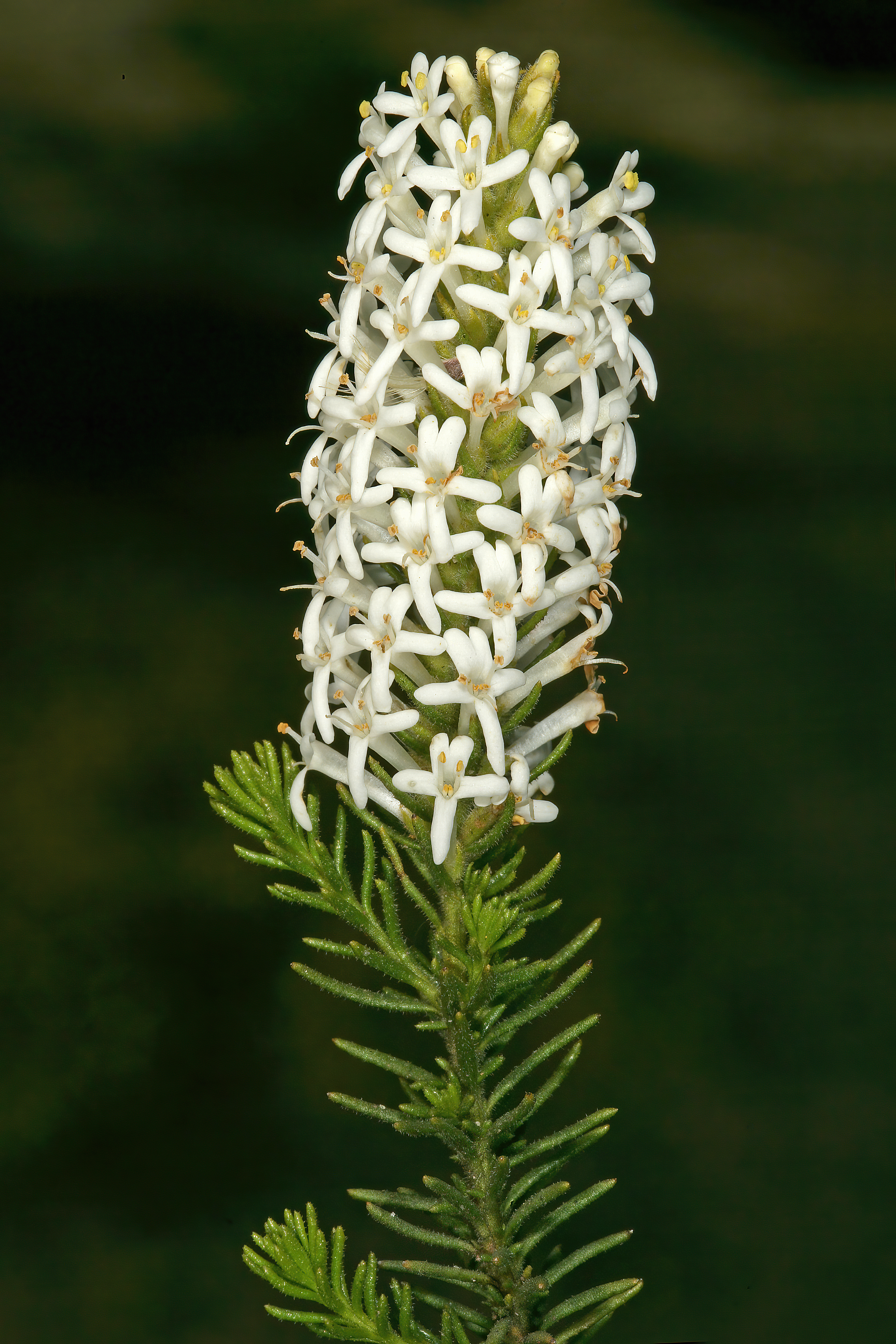
Selago glutinosa

PokrójSilnie rozgałęziające się, wrzosopodobne krzewy, rzadko byliny i rośliny roczne. Pędy wzniesione lub podnoszące się, zaokrąglone na przekroju, nagie lub owłosione.
LiścieŁodygowe, skrętoległe, nierzadko wyrastające pęczkami, siedzące. Blaszki równowąskie, podługowate, eliptyczne do łopatkowatych, zaostrzone lub tępe, całobrzegie lub ząbkowane.
KwiatySiedzące lub krótkoszypułkowe. Kielich ma 3 do 5 głęboko rozciętych działek osiągających zbliżoną długość. Płatki korony są białe i zrośnięte w rurkę zakończoną dwiema wargami. Rurka korony ma różną długość – bywa skrócona i bardzo długa. Pręciki są cztery i wystają z rurki korony. Zalążnia jest kulistawa, na szczycie szyjki znamię maczugowate lub trójdzielne.
OwoceTorebki zawierające dwa wrzecionowate nasiona.

## Systematyka

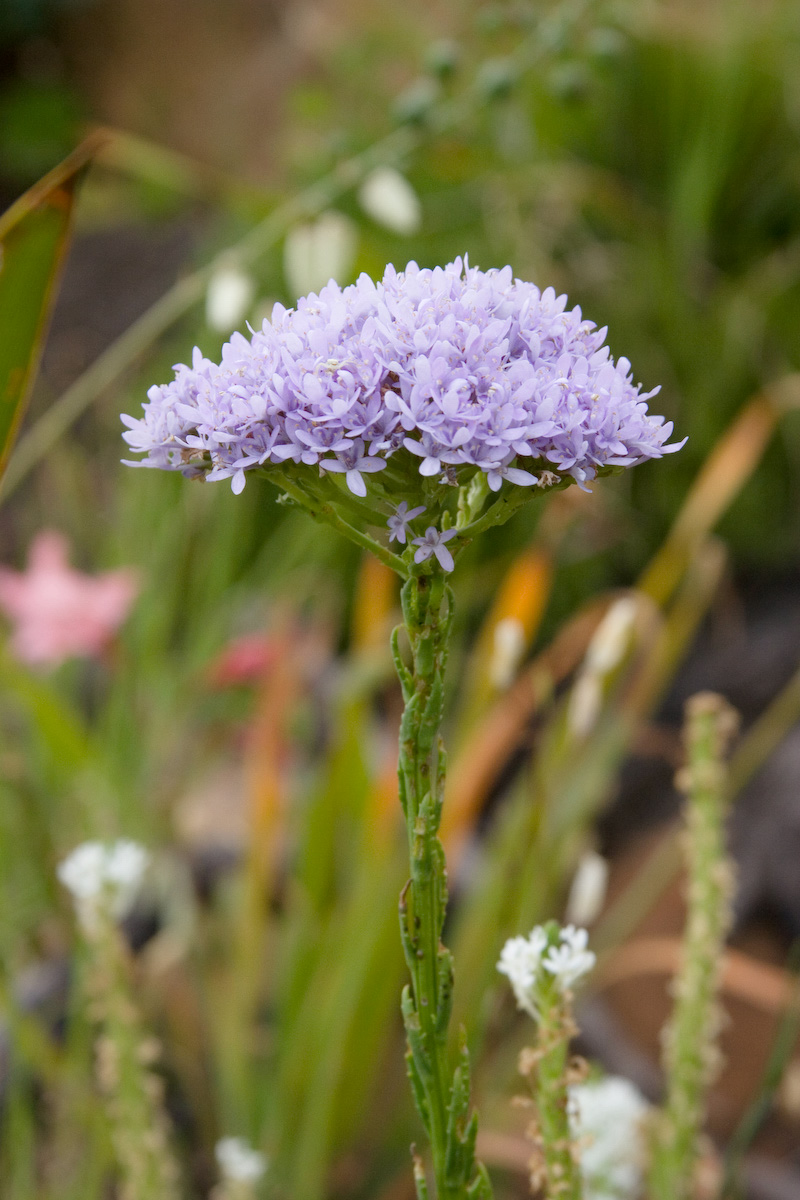
Selago spuria

Jeden z rodzajów z rodziny trędownikowatych Scrophulariaceae w jej wąskim ujęciu.
Wykaz gatunków
- Selago abietina Burm.f.
- Selago acocksii Hilliard
- Selago acutibractea Hilliard
- Selago adenodes Hilliard
- Selago albida Choisy
- Selago albomarginata Hilliard
- Selago albomontana Hilliard
- Selago alopecuroides Rolfe
- Selago amboensis Rolfe
- Selago anatrichota Hilliard
- Selago angolensis Rolfe
- Selago angustibractea Hilliard
- Selago articulata Thunb.
- Selago aspera Choisy
- Selago atherstonei Rolfe
- Selago barabei (Mielcarek) Hilliard
- Selago barbula Harv. ex Rolfe
- Selago baurii (Hiern) Hilliard
- Selago beaniana Hilliard
- Selago bilacunosa Hilliard
- Selago blantyrensis Rolfe
- Selago bolusii Rolfe
- Selago brevifolia Rolfe
- Selago burchellii Rolfe
- Selago burkei Rolfe
- Selago canescens L.f.
- Selago capitellata Schltr.
- Selago capituliflora Rolfe
- Selago ceciliae (Rolfe) Eyles
- Selago cedrimontana Hilliard
- Selago centralis Hilliard
- Selago chalarantha Hilliard
- Selago ciliata L.f.
- Selago cinerea L.f.
- Selago coerulea Rolfe
- Selago compacta Rolfe
- Selago comptonii Hilliard
- Selago confusa Hilliard
- Selago congesta Rolfe
- Selago corymbosa L.
- Selago crassifolia (Rolfe) Hilliard
- Selago cryptadenia Hilliard
- Selago cucullata Hilliard
- Selago cupressoides Hilliard
- Selago curvifolia Rolfe
- Selago decipiens E.Mey.
- Selago densiflora Rolfe
- Selago diabolica Hilliard
- Selago diffusa Thunb.
- Selago dinteri Rolfe
- Selago distans E.Mey.
- Selago divaricata L.f.
- Selago dolichonema Hilliard
- Selago dolosa Hilliard
- Selago dregeana Hilliard
- Selago eckloniana Choisy
- Selago elongata Hilliard
- Selago elsiae Hilliard
- Selago esterhuyseniae Hilliard
- Selago exigua Hilliard
- Selago farrago Hilliard
- Selago ferruginea Rolfe
- Selago flanaganii Rolfe
- Selago florifera Hilliard
- Selago foliosa Rolfe
- Selago fourcadei Hilliard
- Selago fruticosa L.
- Selago galpinii Schltr.
- Selago geniculata L.f.
- Selago glabrata Choisy
- Selago glandulosa Choisy
- Selago gloiodes Hilliard
- Selago glomerata Thunb.
- Selago glutinosa E.Mey.
- Selago goetzei Rolfe
- Selago gossweileri Hilliard
- Selago gracilis (Rolfe) Hilliard
- Selago grandiceps Hilliard
- Selago griquana Hilliard
- Selago hermannioides E.Mey.
- Selago heterotricha Hilliard
- Selago hispida L.f.
- Selago huilana Hilliard
- Selago hyssopifolia E.Mey.
- Selago immersa Rolfe
- Selago impedita Hilliard
- Selago inaequifolia Hilliard
- Selago inconstans Hilliard
- Selago innata Markötter
- Selago intermedia Hilliard
- Selago karooica Hilliard
- Selago kurtdinteri Hilliard
- Selago lacunosa Klotzsch
- Selago lamprocarpa Schltr. ex Rolfe
- Selago lepida Hilliard
- Selago leptothrix Hilliard
- Selago levynsiae Hilliard
- Selago lilacina Hilliard
- Selago linearifolia Rolfe
- Selago linearis Rolfe
- Selago longicalyx Hilliard
- Selago longiflora Rolfe
- Selago longipedicellata Rolfe
- Selago luxurians Choisy
- Selago lydenbergensis Rolfe
- Selago magnakarooica Hilliard
- Selago marlothii Hilliard
- Selago mediocris Hilliard
- Selago melliodora Hilliard
- Selago michelliae Hilliard
- Selago micradenia Hilliard
- Selago mixta Hilliard
- Selago monticola J.M.Wood & M.S.Evans
- Selago morrisii Rolfe
- Selago mucronata Hilliard
- Selago multiflora Hilliard
- Selago multispicata Hilliard
- Selago mundii Rolfe
- Selago muralis Benth. & Hook.f.
- Selago myriophylla Hilliard
- Selago myrtifolia Rchb.
- Selago nachtigalii Rolfe
- Selago namaquensis Schltr.
- Selago neglecta Hilliard
- Selago nigrescens Rolfe
- Selago nigromontana Hilliard
- Selago nyasae Rolfe
- Selago oppositifolia Hilliard
- Selago oresigena Compton
- Selago pachypoda Rolfe
- Selago paniculata Thunb.
- Selago parvibractea Hilliard
- Selago peduncularis E.Mey.
- Selago perplexa Hilliard
- Selago persimilis Hilliard
- Selago pinguicula E.Mey.
- Selago polycephala Otto ex Walp.
- Selago polygala S.Moore
- Selago polystachia L.
- Selago praetermissa Hilliard
- Selago procera Hilliard
- Selago prostrata Hilliard
- Selago psammophila Hilliard
- Selago pulchra Hilliard
- Selago punctata Rolfe
- Selago pustulosa Hilliard
- Selago ramosissima Rolfe
- Selago recurva E.Mey.
- Selago rehmannii Rolfe
- Selago retropilosa Hilliard
- Selago rigida Rolfe
- Selago rotundifolia L.f.
- Selago rubromontana Hilliard
- Selago saxatilis E.Mey.
- Selago scabribractea Hilliard
- Selago scabrida Thunb.
- Selago serpentina Hilliard
- Selago seticaulis Hilliard
- Selago setulosa Rolfe
- Selago singularis Hilliard
- Selago speciosa Rolfe
- Selago spectabilis Hilliard
- Selago spinea Link
- Selago stenostachya Hilliard
- Selago stewartii S.Moore
- Selago subspinosa Hilliard
- Selago swaziensis Rolfe ex Bolus
- Selago swynnertonii (S.Moore) Eyles
- Selago tarachodes Hilliard
- Selago tenuifolia (Rolfe) Hilliard
- Selago tenuis E.Mey.
- Selago thermalis Hilliard
- Selago thomii Rolfe
- Selago thomsonii Rolfe
- Selago thyrsoidea Baker
- Selago trauseldii Killick
- Selago trichophylla Hilliard
- Selago trinervia E.Mey.
- Selago triquetra L.f.
- Selago valliscitri Hilliard
- Selago variicalyx Hilliard
- Selago venosa Hilliard
- Selago verna Hilliard
- Selago villicaulis Rolfe
- Selago villosa Rolfe
- Selago viscosa Rolfe
- Selago welwitschii Rolfe
- Selago whyteana Rolfe
- Selago witbergensis E.Mey.
- Selago zeyheri Choisy
- Selago zuluensis Hilliard